# Верхня Кусо-Какся
Верхня Ку́со-Какся́ (Верхня Кусо-Кокся, Верхній Кус, Верхньоруська Коса, рос. Верхняя Кусо-Какся) — присілок в Кізнерському районі Удмуртії, Росія.
Населення становить 2 особи (2010, 63 у 2002).
Національний склад (2002):
- удмурти — 81 %

Урбаноніми:
- вулиці — Зарічна, Садова